# Constantin Olteanu

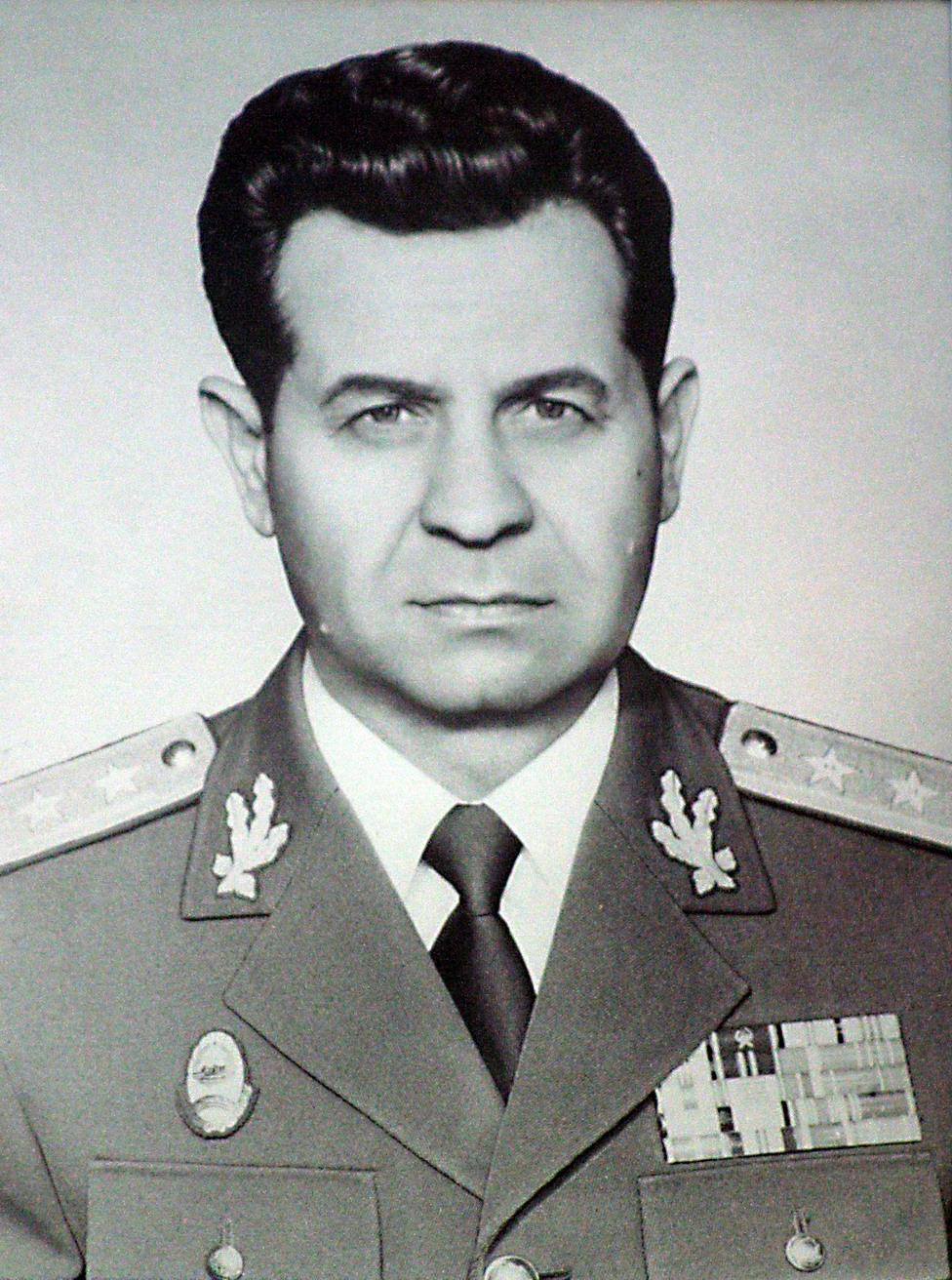
Constantin Olteanu

Constantin Olteanu (* 5. Juli 1928 in Vulcana-Pandele, Brănești, Kreis Dâmbovița; † 1. Mai 2018 in Târgoviște) war ein rumänischer Generaloberst der Armata Română und Politiker der Rumänischen Arbeiterpartei (Partidul Muncitoresc Român- PMR und ab 1965 Partidul Comunist Român - PCR), der unter anderem von 1979 bis 1985 Mitglied im Verteidigungsrat der Sozialistischen Republik Rumänien, zwischen 1980 und 1985 Verteidigungsminister, von 1984 bis 1989 Mitglied des Politischen Exekutivkomitees des Zentralkomitees (ZK) der PCR, zwischen 1986 und 1988 Oberbürgermeister von Bukarest sowie vom 24. November bis zur rumänischen Revolution am 22. Dezember 1989 Mitglied des ZK-Sekretariats war. Neben seiner militärisch-politischen Laufbahn verfasste er auch zahlreiche Fachbücher zur Geschichte Rumäniens, insbesondere zur Geschichte der Streitkräfte sowie der Kommunistischen Partei.

## Leben

### Politoffizier und Studien
Olteanu wurde nach dem Besuch der Berufsschule und der Ausbildung zum Klempner 1943 Mitarbeiter beim Flugzeughersteller ICAR (Întreprinderea de Construcții Aeronautice Românești) und trat 1947 der Union der kommunistischen Jugend UTC (Uniunea Tineretului Comunist), dem Jugendverband der Partei, als Mitglied bei. 1949 trat er als Soldat in die Streitkräfte (Armata Română) ein und wurde nach einer kurzen Ausbildung an der Militärpolitischen Schule Nr. 1 in Ineu im Rang eines Leutnants 1949 Politoffizier und Instrukteur für Propaganda im Kommando für gepanzerte Truppen und Panzertruppen. In dieser Verwendung, die er bis 1953 ausübte, wurde er 1952 zum Oberleutnant befördert und trat 1953 der PMR als Mitglied bei.
Er war anschließend zwischen August 1953 und 1956 Absolvent der Fakultät für Gepanzerte Truppen, Panzer und Mechanisierte Truppen der Militärakademie „Gheorghe Gheorghiu-Dej“ und wurde dort 1955 zum Hauptmann befördert. Nachdem er zwischen November 1956 und September 1957 als Lektor am Lehrstuhl für Geschichte der Militärpolitischen Akademie tätig war und einen Lehrgang an der Fakultät für Geschichtswissenschaften an der Parteihochschule „Ștefan Gheorghiu“ absolviert hatte, war er zwischen Oktober 1957 und Oktober 1960 Inspekteur und Lektor in der Politischen Hauptverwaltung der Streitkräfte DSPA (Direcția Superioară Politică a Armatei) und wurde in dieser Zeit 1959 auch zum Major befördert.
Olteanu, der einen Doktor der Geschichtswissenschaften an der Akademie für sozialpolitische Wissenschaften „Ștefan Gheorghiu“ erworben hatte, war danach von Oktober 1960 bis August 1964 Mitarbeiter in der ZK-Abteilung für Militär- und Justizangelegenheiten sowie zwischen August und Dezember 1964 Instrukteur beim Obersten Politischen Rat.
Nach seiner Beförderung zum Oberstleutnant wurde Olteanu 1964 zunächst Instrukteur und stellvertretender Leiter sowie schließlich 1967 Leiter der Abteilung für Kontrolle im Ministerium für Nationale Verteidigung. Zugleich war er vom 30. Dezember 1964 bis zum 3. April 1979 auch Mitarbeiter der Organisationsabteilung des ZK der PCR sowie zwischen 1965 und 1967 auch in Teilzeit Dozent an der Akademie für sozialpolitische Wissenschaften „Ștefan Gheorghiu“. Ferner fungierte er bis zum 1. April 1968 als stellvertretender Leiter sowie anschließend zwischen dem 1. April 1968 und dem 15. Mai 1973 als Leiter der ZK-Abteilung für die Kontrolle der Arbeit des Verteidigungsministeriums (Ministerul Forțelor Armate), des Innenministeriums (Ministerul Afacerilor Interne) sowie der Justiz.

### ZK-Mitglied, Mitglied des Verteidigungsrates und Verteidigungsminister
Daraufhin wurde Olteanu, der 1969 zum Oberst befördert wurde, am 15. Mai 1973 stellvertretender Leiter der ZK-Abteilung für Militär- und Justizangelegenheiten und bekleidete diese Funktion bis März 1978. Auf dem elften Parteitag der PCR vom 24. bis 27. November 1974 wurde er zum Kandidaten des ZK der PCR gewählt sowie 1974 auch zum Generalmajor befördert.
Im März 1978 erfolgte seine Ernennung zum Leiter der ZK-Abteilung für Militär- und Justizangelegenheiten, die er bis zum 26. März 1979 ausübte. Danach war er vom 3. April 1979 bis zum 29. März 1980 Chef des Generalstabes der Patriotischen Garde (Gărzilor Patriotice) sowie Berater des Generalsekretärs des ZK der PCR, Nicolae Ceaușescu. Ferner war er vom 3. April 1979 bis zum 16. Dezember 1985 auch Mitglied im Verteidigungsrat der Sozialistischen Republik Rumänien (Consiliul Apărării al Republicii Socialiste România) sowie seit September 1979 Mitglied im Büro des Parteikomitees des ZK-Apparats.
Olteanu wurde auf dem zwölften Parteitag der PCR vom 19. bis 23. November 1979 zum Mitglied des ZK der PCR gewählt und gehörte diesem bis zum 22. Dezember 1989 an.
Am 29. März 1980 wurde er als Nachfolger von Ion Coman Minister für Nationale Verteidigung (Ministru al Apărării Naționale) und bekleidete dieses Ministeramt in den Regierungen der Ministerpräsidenten Ilie Verdeț und Constantin Dăscălescu bis zu seiner Ablösung durch Vasile Milea am 17. Dezember 1985. Während dieser Zeit wurde er am 26. August 1981 zum Generalleutnant sowie 1982 zum Generaloberst befördert.

### Oberbürgermeister von Bukarest und Mitglied des ZK-Sekretariats
Darüber hinaus wurde er auf dem dreizehnten Parteitag der PCR vom 19. bis 22. November 1984 auch zum Mitglied des Politischen Exekutivkomitees des ZK gewählt und gehörte auch diesem Gremium bis zum Sturz Ceaușescus im Zuge der rumänischen Revolution am 22. Dezember 1989 an.
Nach seinem Ausscheiden aus der Regierung wurde Olteanu am 16. Dezember 1985 Nachfolger von Gheorghe Pană als Oberbürgermeister und Präsident des Exekutivkomitees des Volksrates der Hauptstadt Bukarest. Diese Funktionen übte er bis zu seiner Ablösung durch Radu Constantin im Juni 1988 aus. Daneben war er seit dem 5. April 1986 auch Mitglied des Staatsrates der Sozialistischen Republik Rumänien.
Olteanu wurde ferner auf dem vierzehnten Parteitag der PCR vom 20. bis 24. November 1989 auch Mitglied des Sekretariats des ZK der PCR und bekleidete auch diese Funktion bis zum 22. Dezember 1989.

### Ehrungen und Auszeichnungen
Für seine langjährigen Verdienste wurde Olteanu mehrfach ausgezeichnet und erhielt unter anderem 1981 den Orden 23. August Zweiter Klasse (Ordinul 23. August) sowie 1984 die Medaille zum 40. Jahrestag der Revolution und der sozialen und nationalen, antifaschistischen und antiimperialistischen Befreiung (Medalia „A 40-a aniversare a revoluției de eliberare socială și națională, antifascistă și antiimperialistă“).
Für sein Buch Activitatea P.C.R în armată în anii 1921–1944 wurde ihm 1975 der Ștefan Gheorghiu-Preis der Rumänischen Akademie verliehen.

## Veröffentlichungen
- Asalt la redute: Eroi ai războiului pentru independență, 1969
- Patru decenii sub drapel : Generalul Alexandru Cernat, 1971
- 1947 : Un an de transformări revoluționare în România, 1972
- Activitatea Partidului Comunist Român în armată : 1921-1944, 1974
- Masele populare în războiul de independență, 1977
- Asalt la redute: Eroi ai războiului pentru independență, 1977
- Cronica participării armatei române la războiul pentru independență 1877-1878, 1977
- Contribuții la cercetarea conceptului de putere armată la români, 1979
- Apărarea națională în concepția Partidului Comunist Român, 1982
- Mișcarea muncitorească, socialistă, democratică, activitatea Partidului Comunist Român și apărarea patriei la români : Repere cronologice, 1983
- Concepția politico-militară a tovarășului Nicolae Ceaușescu privind apărarea independenței patriei noastre socialiste, 1983
- Armata română în revoluția din august 1944, 1984
- Conținutul și trăsăturile doctrinei militare naționale, 1984
- Evolutia structurilor ostășești la români, 1986
- Coaliții politico-militare. Privire istorică, 1996
- Comandamentul armatei române în campania din 1877-1878, 1998
- România - o voce distinctă în Tratatul de la Varșovia: memorii 1980-1985, 1999
- File din istoria Bucureștilor. Însemnările unui primar general, 2004
- România și Tratatul de la Varșovia – Istoric. Mărturii. Documente. Cronologie, 2005
- „O viață de om. Dialog cu jurnalistul Dan Constantin“, 2012